# Maria Buchmayr

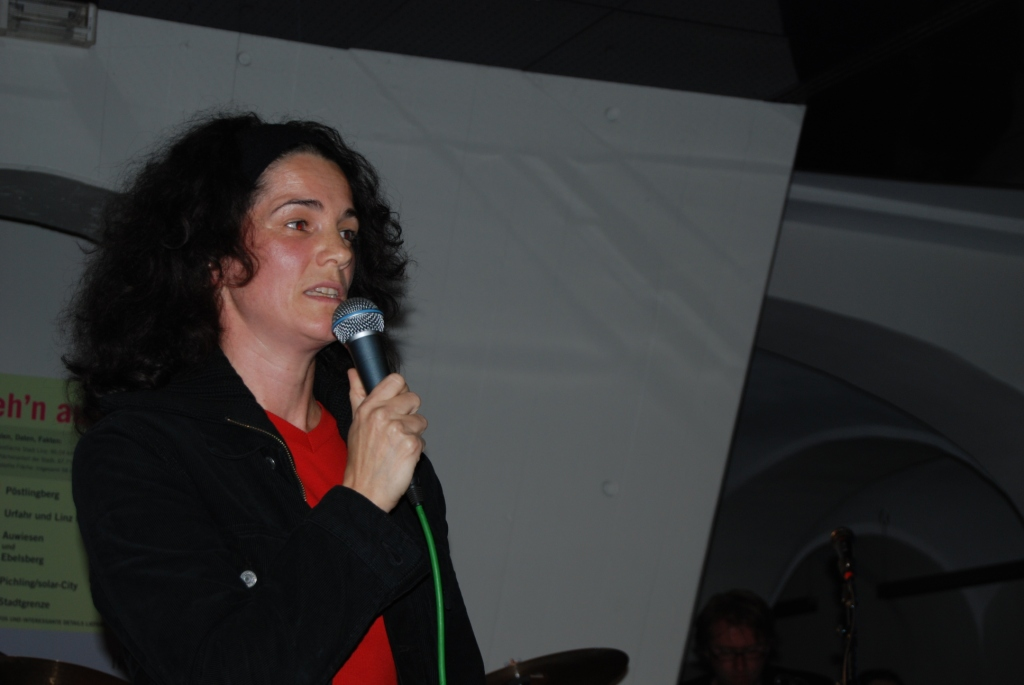
Maria Buchmayr (2009)

Maria Buchmayr (* 10. Mai 1970 in Linz) ist eine oberösterreichische Politikerin (Grüne) und Trägerin des Goldenen Ehrenzeichen des Landes Oberösterreichs. Sie war von 2009 bis 2021 Abgeordnete zum Oberösterreichischen Landtag.

## Ausbildung und Beruf
Buchmayr besuchte von 1976 bis 1980 die Volksschule in Dornach (Linz) und im Anschluss bis 1984 die Integrierte Gesamtschule Dornach. Danach wechselte sie an die Höhere Bundeslehranstalt für wirtschaftliche Berufe in Auhof, die sie 1989 mit der Matura abschloss. Buchmayer absolvierte in der Folge zwischen 1989 und 1999 ein Studium der Geographie und Regionalforschung an der Universität Wien, das sie mit dem akademischen Grad Mag. abschloss.
Buchmayr war zwischen 1991 und 1992 in der mobilen Alten- und Behindertenbetreuung tätig und von 1999 bis 2001 im Büro für Frauenfragen der Oberösterreichischen Landesregierung in Linz beschäftigt. Sie arbeitete am Frauenbericht Oberösterreich, der vom Institut für Geographie und Regionalforschung der Universität Wien umgesetzt wurde. Im Jahr 2000 arbeitete sie für den Seniorenhilfeverein Junge Panther Wien, danach war sie zwischen Juli 2003 und August 2003 Wissenschaftliche Mitarbeiterin der Universität Linz. Buchmayr ist seit 2003 Vorstandsmitglied des Frauengesundheitszentrums der Stadt Linz und ab Juni 2003 stellvertretende Abteilungsleiterin in der Stabsabteilung für Gleichstellungspolitik an der Universität Linz. Zudem wurde Buchmayr 2008 Vorstandsmitglied im Verein I.S.I. – Initiativen für soziale Integration.
Im Jahr 2020 kehrte Buchmayr an die Johannes Kepler Universität zurück und übernahm die Leitung der neu geschaffene Stabstelle für Nachhaltigkeit im Büro des Rektors.

## Politik
Buchmayr war 2007 Vorsitzende der Grünen Frauen Oberösterreichs. Sie wurde 2001 in den Vorstand der Linzer Grünen gewählt und war zwischen 2003 und 2009 Gemeinderätin in Linz. In dieser Funktion hatte sie zudem zwischen 2003 und 2005 zudem die Funktion eines Aufsichtsratsmitglieds der NAVEG inne. Am 23. Oktober 2009 wurde Buchmayr im Landtag als Abgeordnete angelobt. Sie ist Bereichssprecherin für Frauen, Gleichstellung, Menschenrechte, Kultur, Medien und Jugend und seit 2012 Stellvertretende Klubobfrau der Grünen im oberösterreichischen Landtag. Im Oktober 2020 kündigte Buchmayr an, bei der Landtagswahl in Oberösterreich 2021 nicht mehr anzutreten.
Innerparteilich war Buchmayr zwischen 2002 und 2012 Vorstandsmitglied der Grünen Linz. Seit dem Jahr 2008 wirkte sie als Vorstandsmitglied der Grünen Oberösterreich, seit 2012 zudem als Vorstandsmitglied der Grünen Interkulturell Oberösterreich. Sie war zudem seit 2007 Sprecherin und Vorsitzende der Grünen Frauen Oberösterreich. Im Mai 2013 übernahm sie die Funktion der Landessprecherin der Grünen Oberösterreich, in der ihr im April 2019 Stefan Kaineder nachfolgte.
2022 wurde ihr von Landeshauptmann Thomas Stelzer das Goldenen Ehrenzeichen des Landes Oberösterreichs verliehen.

## Privates
Buchmayr ist Mutter einer Tochter (* 1993) und zweier Söhne (* 1994).

## Auszeichnungen
- 2022: Goldenes Ehrenzeichen des Landes Oberösterreich[4]